# 徳川女刑罰絵巻 牛裂きの刑
『徳川女刑罰絵巻 牛裂きの刑』（とくがわおんなけいばつえまき うしざきのけい、英題：Shogun's Sadism）は、1976年公開の日本映画。東映京都撮影所製作。R−18作品。併映『沖縄やくざ戦争』（主演：千葉真一、監督：中島貞夫）。

## 概説
この年日本でも大きな話題を呼んだ『スナッフ/SNUFF』を狙い、当時の東映社長・岡田茂が、牧口雄二に「牛裂き」をテーマに撮れと指示を出して製作された映画。「残酷ショーを」という岡田社長の狙いに応えて、水責め、火責め、蛇責め、釜煮、磔、鋸挽きとあらゆる残虐の極地を繰り広げる一大残酷絵巻を表現した。牛裂き刑を扱った内村レナ主演の前半と、鋸引き刑を扱った川谷拓三主演の後半の2話オムニバス構成である。

## スタッフ
- 企画 - 本田達男
- 監督 - 牧口雄二
- 脚本 - 志村正浩、大津一郎
- 撮影 - 勝木勝夫
- 美術 - 山下謙爾
- 照明 - 井上孝二
- 録音 - 伊藤宏一
- 音楽 - 渡辺岳夫
- 編集 - 玉木濬夫
- 助監督 - 野田和男、斎藤和重
- 記録 - 黒川京子
- 装置 - 稲田源兵衛
- 装飾 - 西田忠男
- 背景 - 西村和比古
- 美粧 - 長友初生
- 結髪 - 山崎幹子
- スチール - 木村武司
- 衣装 - 岩逧保
- 演技事務 - 上田義一
- 擬斗 - 菅原俊夫
- 進行主任 - 伊藤彰将

## キャスト
- 捨蔵：川谷拓三

遊び人。第二部の主人公。金を持たずに豪遊した事で、遊郭の男達に袋叩きに遭いタダ働きさせられる。酷使される中で凄惨な実態を目の当たりにして脱走を決意し、やがておさとと店を抜け出す事に成功するが…。
- 登世：内村レナ
- 高坂主膳：汐路章

長崎奉行。本作最大の悪役と言える人物。残忍な性格で凄惨な拷問や処刑を自身の快楽目的で執り行なっている。最終的に出世する事が語りの中で明かされ、物語における後味の悪さを強くする形となっている。
- 佐々木伊織：風戸佑介
- 黒田掃門：岩尾正隆
- おさと：橘麻紀
- 弥吉：長島隆一
- 茂造：疋田泰盛
- よし：丸平峰子
- みつ：増岡美紀
- 荒木久兵衛：村居京之輔
- おたみ：八木孝子
- おみよ：城恵美
- 虎吉：木谷邦臣
- 鬼松：小峰一男
- 竜太：北川俊夫
- 徳兵衛：北村英三
- 卯之助：野口貴史
- 伝兵衛：有川正治
- けら吉：宮城幸生
- ピン助：畑中伶一
- 遣手婆：和歌林美津江
- 捕り方：司裕介、藤沢徹夫
- 人足：笹木俊志
- 同心：波多野博
- 男：山下義明、奈辺悟
- 女：真鍋京子、荻窪明美
- その他：泉ユリ、大野月子、浅川詩織、池田謙治、志茂山高也、森谷譲、寺内文夫、椿竜二、星野美恵子、林三恵、紅かおる、岡部啓子、桂登志子、鰐石鈴子、大矢敬典、浪花五郎、和田昌也
- 語り：友金敏雄

## 製作

### 企画経緯
『スナッフ』はジョイパックフィルムの配給だが、興行は東映洋画が行い全国の東映パラス系で公開された。当時の東映洋画系のチェーンマスターは東映本社地下の丸の内東映パラス（現在の丸の内TOEI(2)）であったが、岡田社長が邦画の主力映画を掛ける丸の内東映にたくさん客が来てると喜んで、下に降りたら地下の『スナッフ』に客が来ていてビックリ。『スナッフ』は17万5,000ドルでジョイパックフィルムが買い付けた映画で、東映も営業が買おうとしたところ、岡田が「あんな極もの映画に17万5,000ドルも払って買うな」とやめさせた。しかし『スナッフ』の配収が3億円以上になったことが分かると、岡田は非常に悔しがっていた。
1976年7月19日に行われた定例番組発表会で、岡田東映社長が業界記者団に「今はドラマ性の強い作品は世界的に当たらない。ヒット作の傾向は『日本沈没』『エクソシスト』『燃えよドラゴン』『タワーリング・インフェルノ』『ジョーズ』『グレートハンティング』『エマニエル夫人』『地上最強のカラテ』『スナッフ』『グリズリー』など、いずれも"見せもの"映画ばかりだ。今年の秋にしても『オーメン』であり『キングコング』であり『テンタクルス』などが話題になっていて、スター映画で当たりそうなものは一本も見当たらない。文化性、芸術性も大事だが、例えば世界から人を集める博覧会やオリンピックにしてもみんな"見せもの"だ。トラック野郎のヒットもトラックを飾り立て、"暴走族もの"も750の見せものだ。これからは洋画のヒット作の趨勢と呼応する"話題性"を軸にした"見世物映画"を香具師の精神で作品を売っていく」等と立て板に水の如く一時間の独演会を行い、業界記者から「近代的香具師なんて...」「洋画の見せ物映画の当たった名前をあんなにポンポン上げられるとは、映画製作については、やっぱり叩きあげ」「あんなに喋りの巧い映画会社社長は他にいない」と感心された。「1976年下半期の東映ラインナップは、実録ものをさらにドギツク、リアルにした"ドキュメンタリー・ドラマ路線"の新設する」と発表し、『戦後やくざ私刑残酷史』（『やくざ残酷秘録 片腕切断』）、『処女の刺青』（多岐川裕美主演で企画されたが素人を使ったドキュメンタリーに変更された）、『安藤昇のわが逃亡とSEXの記録』、『暴力ファミリー日本の首領』（『日本の首領』）を並べ、本作もこの会見で『徳川女刑罰絵巻・股裂きの刑』というタイトルで発表された。

### 撮影
川谷拓三扮する捨蔵の残忍な鋸引き処刑シーンは、1978年のNHK大河ドラマ『黄金の日日』第21話「善住坊処刑」で、杉谷善住坊を演じる川谷が、本作と全く同じシチュエーションで処刑シーンを再現している。江戸時代の鋸引きは処刑前の形式だけのもので誰も鋸を引くような通行人はおらず、本当に鋸を引こうとする通行人を止めるための見張りもいたとされるが、この映画はそのあたりの考証も正確であり、見張りが居眠りした隙に切れない鋸をごり押しして捨蔵の首を落とす通行人は酔った狂人（かつて足抜けを手引きしたリンチで捨蔵に男根を切られて発狂した男）である。
最大の見せ場が牛裂きの刑。板の上に大の字にされた女囚の両足を綱で縛り、二頭の猛牛に身体を裂かせるもの。板を斜めにすることで下半身をダミーにして撮影した。内村レナの体にホルモンを巻きつけたが、京都には当時屠殺場があり、小道具係が新鮮なホルモンを手に入れ特に臭くはなかった。蛇責めのシーンでは蛇好きの女優を連れて来たため、青大将100匹の中に入れても大喜びで、苦悶する表情が撮れず、撮影が終わったら「いい顔している蛇がいるんですが、持って帰っていいですか？」と聞かれ、蛇屋さんに気付かれないよう三匹選んで嬉しそうに持って帰ったという。

## 評価
牧口の成人映画時代の作品であり、悪趣味なまでの猟奇エログロを全面に出しつつもただのグロ映画に終わらせなかったところに今でも支持者が多く、一部ではカルトになるほどの人気がある。日本ではしばらくの間、非ソフト化であった。しかし、2012年2月21日、東映より晴れてソフト化された。日本ではBlu-ray Discは発売されていないが、外国では既に発売されており、題名は『Tokugawa - Joy of Torture 2, Shogun's Sadism』。ドイツ語圏で発売されたこの映画のブルーレイディスクには、ドイツ語による吹替音声が収録されている。

## サウンドトラック
- 徳川女刑罰絵巻 牛裂きの刑 オリジナル・サウンドトラック（2020年11月25日/CINEMA-KAN/規格番号CINK-100）

初商品化。ボーナストラックに未使用音源を収録している。

## テレビ放送
2022年10月1日、東映チャンネルにてテレビ初放送された。本編終了後には「本作には、今日の観点からすると一部不適切とされる表現もありますが、作品のオリジナリティを尊重しノーカットで放送いたしました。一部、R15+作品としては刺激の強い箇所があり、モノクロ処理を施しております。」とテロップが表示された。牛裂きの刑の場面で大写しになった胴体から臓物が引き出される描写に処理が施されていた。